# Szécsenfalva
Szécsenfalva (szerbül Дужине / Dužine, korábban Сеченово / Sečenovo, németül Setschanfeld) falu Szerbiában, a Vajdaságban, a Dél-bánsági körzetben, Zichyfalva községben.

## Fekvése
Zichyfalvától 8 km-re északnyugatra, Óléc és Rárós közt fekszik.

## Története
A falut 1830-ban alapította gróf Szécsen Miklós és németekkel telepítette be. 1843-ban 187 lakosa volt. 1896-ban Újfalut csatolták hozzá. A trianoni békeszerződésig Torontál vármegye Bánlaki járásához tartozott. Temploma 1902-ben épült, a szerbek 1952-ben földig rombolták. 1944-45-ben a szerbek a falut internálótáborrá alakították, 685 fős német lakosságából semmi sem maradt.

## Népesség

### Demográfiai változások
| 1948 | 1953 | 1961 | 1971 | 1981 | 1991 | 2002 | 2011 |
| ---- | ---- | ---- | ---- | ---- | ---- | ---- | ---- |
| 514  | 620  | 623  | 400  | 282  | 234  | 219  | 147  |